# Thysania
Thysania là một chi bướm đêm thuộc họ Erebidae.

## Loài
- Thysania agrippina Cramer, [1776] – White Witch Moth, Ghost Moth
- Thysania pomponia Jordan, 1924
- Thysania zenobia Cramer, [1777] – Owl Moth